# Стефан Йончев
Стефан Йончев е български писател, публицист и политик.

## Биография
Роден е през 1881 г. в Дряново. Член е на БРСДП, работи като чиновник. През 1897 г. е редактор на литературна сбирка „Ботев“, а в 1898 г. на списание „Заря“ в Сливен. Умира през 1904 г. в Сеново.
Личният му архив се съхранява във фонд 49К в Централен държавен архив. Той се състои от 14 архивни единици от периода 1897 – 1919 г.